# Henry Stallard
Henry Stallard, född 28 april 1901 i Leeds i West Yorkshire, död 21 oktober 1973 i Hartfield i East Sussex, var en brittisk friidrottare.
Stallard blev olympisk bronsmedaljör på 1 500 meter vid sommarspelen 1924 i Paris